# Buharai Népi Szovjetköztársaság
A Buharai Népi Szovjetköztársaság (üzbégül: Buxoro Xalq Shoʻro Jumhuriyati; oroszul: Бухарская Народная Советская
Республика) a Buharai Emírség kommunista berendezkedésű utódállama volt 1920-tól 1925-ig. 1924-ben a kommunista állam nevét Buharai Szocialista Szovjetköztársaságra módosították (oroszul: Бухарская Социалистическая Советская Республика). 1924. október 27-én a Buharai SZSZK-t eltörölték és helyén nemzetiségi igények szerint létrehozták a Türkmén Szovjet Szocialista Köztársaságot és az Üzbég Szovjet Szocialista Köztársaságot.

## Története
1873-ban az Orosz Birodalom kikényszerítette a protektorátusi státuszt az 1868 óta megszállt Buharai Emírségtől. A következő negyven év folyamán az emirátus területe folyamatosan csökkent a többi közép ázsiai államhoz hasonlóan, habár Buhara városát soha nem foglalták el. Az emír az orosz tiltás ellenére sem tudta kizárni az összes külvilági hatást, és fokozatosan terjedni kezdtek az ifjúsági mozgalmak az Oszmán Birodalom ifjútörökök mozgalma által inspirált pántörök eszme és az kommunizmus szellemében. Ezek a különféle ideológiák az ifjúbuharaiak (orosz: младобухарцы, mladobuharci) társaságában keveredtek Faizullah Khojaev vezetésével. Az ifjúbuharaiak szélsőséges mozgalma ugyanakkor a konzervatív nemesség és a szunnita iszlám vallás ellenállásába ütközött. A két csoport (ifjúbuharaiak és bolsevikok, valamint az emírt támogatók) közötti konfliktus meghatározta a századforduló utáni Buhara amúgy is feszültségekkel teli politikáját. 
1918 márciusában az ifjúbuharaiak aktivistái tájékoztatták a bolsevikokat arról, hogy a buharaiak készen álltak a forradalomra és várják az emír uralma alóli felszabadítást. A Vörös Hadsereg bevonult a Buharai Emirátus területére, és követelte, hogy az emír adja fel a fővárost és hatalmát. Egy orosz forrás azt állítja, hogy az emír a bolsevik küldöttség meggyilkolásával válaszolt, és a lakosságot a kommunista "hitetlenek" elleni dzsihádra szólította fel. Ezernyi orosz embert öltek meg a vallási zavargások alatt Buharában és a környező területeken; sok ifjúbuharait fogtak el és végeztek ki; Buhara, Türkmenabat és Szamarkand főbb vasúti és közlekedési csomópontjai megsemmisültek.
A vérengzések a bolsevikok átmeneti visszaszorítását érte el. 1920 augusztusáig Turkesztán volt a bolsevikok közép-ázsiai központja, ahonnan a Buharai Emirség felszámolását tervezték. 1920. augusztus 3-án a bolsevikok és az ifjúbuharaiak egyesültek és létrehozták a Buharai Kommunista Pártot. 1920. augusztus 16-án a Buharai Kommunista Párt negyedik kongresszusa a bolsevik megszállás alatt álló Türkmenabatban úgy döntött, hogy végleg megdöntik az emír uralmát. 1920. augusztus 25-én az Oroszországi Kommunista Párt Politikai Bizottsága megerősítette a "buharai kérdés" kapcsán a Turkesztáni Forradalmi Katonai Tanács rendeleteit.
1920. augusztus 28-án a jól szervezett és felszerelt Vörös Hadsereg Mihail Frunze tábornok vezetésével megtámadta Buhara városát. 1920. augusztus 31-én az emír Dusanbebe, majd később Kabulba, Afganisztán fővárosába menekült. 1920. szeptember 2-án, négy napos harc után az emír csapatai által védett fellegvár is elesett. 1920. szeptember 14-én a Forradalmi Bizottság élére A. Mukitdinovot, a kormány – a Népi Nazárok Tanácsa – élére pedig Faizullah Khojaevet nevezték ki.
A Buharai Népi Szovjetköztársaságot 1920. október 8-án kiáltotta ki Faizullah Hodzsajev. Szovjet értelmezés szerint a köztársaság „a proletariátus és a parasztság” forradalmi-demokratikus diktatúrája volt, egy átmeneti szakasz az elnyomó burzsoázia és a Szocialista Szovjetköztársaság között. 1921 szeptemberében új alkotmányt fogadtak el, amely az 1918-as orosz alkotmánnyal ellentétben engedélyezte a földterület és a termelőeszközök magántulajdonba helyezését, és szavazati jogot biztosított a nem-proletároknak is (a letartóztatott emír rokonai, volt emirátusi tisztviselők és a nagy földbirtokosok azonban nem szavazhattak). Az emír hatalmának megdöntése adta az alapot a baszmacsi antikommunista lázadásnak. 1922 és 1926 között a felkelő csapatok megszállás alatt tartották a Pamír vonulatait. 
Az oroszországi polgárháború első néhány évében Lenin támogatta a helyi forradalmakat. Az 1920-as években kommunisták megkísérelték a zsidó reformisták segítségével radikális társadalmi és politikai átalakítást véghezvinni. Csaknem két héttel a Szovjetköztársaság kikiáltása után a Buharai Kommunista Párt létszáma 14 000 főre emelkedett, mivel a helyi lakosok ezzel kívánták elnyerni az új rezsim szimpátiáját. Ahogy a Szovjetunió stabilizálódott, megengedhette magának, hogy leépítéseket vigyen véghez a szövetséges kommunista pártokban. Az eltávolítások sorozatának köszönhetően 1922-ig 1000 főre csökkent a párt létszáma. 1924-25 között az állam hivatalos elnevezése Buharai Szocialista Szovjetköztársaság volt. Végül a Buharai SZSZK a Hivai Népi Szovjetköztársasággal együtt megszüntetésre került. Helyükön létrejött az Üzbég Szovjet Szocialista Köztársaság és a Türkmén Szovjet Szocialista Köztársaság.

## Politika

### A Központi Forradalmi Bizottság elnökei
1. Mirzo Abdukodir Manszurovics Mukitdinov (1920. szeptember 2. - 1921)
2. Polat Uszmon Kodzsajev (1921 - 1922. április)
3. Muin Jon Aminov (1922. április - 1922. augusztus 18.)
4. Porsa Kodzsajev (1922. augusztus 18. - 1925. február 17.)

## Földrajz
A Buharai Népi Szovjetköztársaság területe 182 193 km² volt és több mint 2.2 millió lakossal rendelkezett, főként az üzbégekkel, a tádzsikokkal és türkménekkel. Az 1920-tól 1924-ig tartó fennállása során a Buhara egy beékelődés volt a Turkesztáni Autonóm Szovjet Szocialista Köztársaságban, amelyet 1918 áprilisában hozták létre az orosz Turkesztán területén. A Buhara a Hivával együtt északnyugat felől délkeletre húzódott egy olyan övvel, amely a Turkesztáni ASZSZK-t két különálló részre vágta: a délnyugati kisebb, amely a mai Türkmenisztánnak felel meg (kivéve a az Amu-darja déli partja), és az északkeleti, sokkal nagyobb rész, amely a mai Üzbegisztán, Tádzsikisztán, Kirgizisztán és Kazahsztán részeinek felel meg. Buhara határa észak-nyugatról délkeletre, az Amu-darja mentén Termezig, majd a Panj felé a Pamírig húzódott, és délkeleti szélső pontján elérte Langart (Afganisztán). A Népi Szovjetköztársaság északi határa nyugat felé elérte Hivát és Karakalpaksztánt. A Pamír nyugati vonulatai 1929-től a Tádzsik Szovjet Szocialista Köztársasághoz, ma Tádzsikisztánhoz tartozik.

## Zászlaja

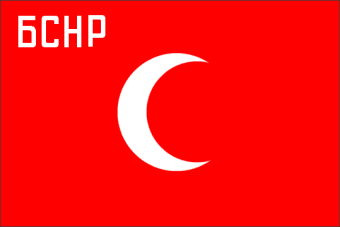
1920
1920 - 1921
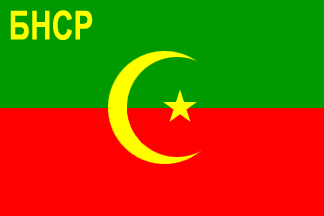
1921 - 1923
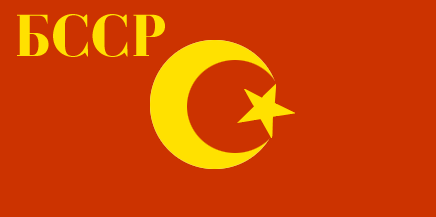
1923 - 1924
1924 - 1925
1925